# Többrészes gráf
A matematika, azon belül a gráfelmélet területén egy többrészes gráf, specifikusan, egy k-részes gráf (k-partite graph) olyan gráf, melynek csúcsai k darab különböző független halmazba particionálhatók. Ezzel ekvivalens kijelentés, hogy ha egy gráf akkor k-részes, ha kiszínezhető k színnel úgy, hogy egy él két végpontja mindig eltérő színű legyen.. A k = 2 esetet páros gráfoknak vagy kétrészes gráfoknak nevezzük, néha megkülönböztetik még a k = 3, háromrészes gráf (tripartite graph) esetet.
Míg a páros gráfok polinom idő alatt felismerhetők, bármely k > 2-re adott színezetlen gráf k-részességének felismerése NP-teljes probléma.
A gráfelmélet egyes alkalmazásaiban azonban egy k-részes gráf a már meghatározott színezésével együtt jelenti a bemenetet; ez jellemzően akkor történik, ha a gráf különböző partícióba tartozó csúcsai különböző típusú objektumokat jelképeznek. Például a közösségi klasszifikációs rendszerek (folksonomy) matematikailag olyan háromrészes gráfokkal modellezhetők, melyekben a gráf egyik partíciójának csúcsai a rendszer felhasználóit jelképezik, másik az erőforrásokat, amiket a felhasználók osztályoznak, a harmadik pedig a felhasználók  által az erőforrásokhoz rendelt osztályokat.
| K2,2,2          | K3,3,3                                 | K2,2,2,2        |
| --------------- | -------------------------------------- | --------------- |
| Oktaéder gráfja | Komplex általánosított oktaéder gráfja | 16-cella gráfja |

Egy teljes k-részes gráf olyan k-részes gráf, melynek bármely, különböző független halmazba tartozó csúcspárja között él húzódik. Jelölésük nagy K, majd alsó indexben vesszővel elválasztva az egyes partíciók méretei. Például a K2,2,2 a szabályos oktaéder teljes háromrészes gráfja, ami három, egyenként két, szemközti helyzetű csúcsba particionálható. Egy teljes többrészes gráf olyan gráf, ami teljes k-részes gráf valamely k-ra. A k = 2 eset a teljes páros gráfokat adja.
A Turán-gráfok a teljes többrészes gráfok speciális esetei, melyben két független csúcshalmaz mérete legfeljebb egy-egy csúccsal tér el.
A teljes többrészes gráfok és komplementereik, a klasztergráfok is a kográfok speciális esetei, még akkor is polinom időben felismerhetők, ha a partíciókat nem adják meg bemenetként.

## Fordítás
- Ez a szócikk részben vagy egészben a Multipartite graph című angol Wikipédia-szócikk ezen változatának fordításán alapul.  Az eredeti cikk szerkesztőit annak laptörténete sorolja fel. Ez a jelzés csupán a megfogalmazás eredetét és a szerzői jogokat jelzi, nem szolgál a cikkben szereplő információk forrásmegjelöléseként.